# Mieczysław Dąbkowski
Mieczysław Dąbkowski, poljski general, * 21. maj 1880, † 12. februar 1946.